# Функционал Минковского
Функционал Минковского — функционал, использующий линейную структуру пространства для введения топологии на нём. Назван по имени немецкого математика Германа Минковского.

## Определение
Для любого векторного пространства {\displaystyle X} (вещественного или комплексного) и его подмножества {\displaystyle K} функционал Минковского {\displaystyle \ \mu _{K}:X\rightarrow [0,\infty )} определяется как:
{\displaystyle \mu _{K}(x)=\inf \left\{r>0:x\in rK\right\}}.
Предполагается, что {\displaystyle 0\in K} и множество {\displaystyle \{r>0\mid x\in rK\}} непусто. При дополнительных условиях на {\displaystyle K} функционал будет обладать свойствами полунормы, а именно:
- из выпуклости и симметричности {\displaystyle K} следует субаддитивность {\displaystyle \mu _{K}}, то есть {\displaystyle \ \mu _{K}(\alpha x+\beta y)\leq \alpha \mu _{K}(x)+\beta \mu _{K}(y)};
- однородность — {\displaystyle \mu _{K}(\alpha x)=|\alpha |\mu _{K}(x)} для всех {\displaystyle \alpha } достигается, если {\displaystyle K} — сбалансированное множество, то есть {\displaystyle \alpha K\subset K} для всех {\displaystyle |\alpha |\leqslant 1}.

## Свойства
Функционал Минковского можно использовать для задания топологии в пространстве, так как для выпуклых замкнутых множеств {\displaystyle K}, содержащих 0, он обладает свойствами полунормы. Он также позволяет установить соответствие (одно из проявлений двойственности Минковского) между множествами в {\displaystyle X} и {\displaystyle X^{*}}, так как обладает свойствами опорной функции в сопряжённом пространстве. Пусть {\displaystyle X} — конечномерное евклидово пространство. Для любого множества {\displaystyle K\subseteq X} сопряжённое множество {\displaystyle K^{*}\subseteq X^{*}} вводится как множество, опорная функция {\displaystyle s(p,K^{*})} которого на векторах {\displaystyle p\in X} совпадает с {\displaystyle p_{K}}:
{\displaystyle \forall p\in X~s(p,K^{*})=\mu _{K}(p)}.
При этом для любого выпуклого замкнутого сбалансированного {\displaystyle K} выполнено:
{\displaystyle \ K^{**}=K}
Это определение также можно распространить на бесконечномерные рефлексивные пространства. При этом, однако, возникает некоторая сложность, так как пространство {\displaystyle X^{**}} содержит элементы, не лежащие в {\displaystyle X}. Можно доопределить опорную функцию на {\displaystyle K^{*}}, положив её для таких векторов равной 0. Тогда при естественном вложении {\displaystyle X\hookrightarrow X^{**}} образ {\displaystyle K} совпадает с {\displaystyle K^{**}} (при выпуклости и сбалансированности).